# Phacelopora constricta
Phacelopora constricta is een mosdiertjessoort uit de familie van de Phaceloporidae. De wetenschappelijke naam van de soort is voor het eerst geldig gepubliceerd in 1890 door Ulrich.